# Obišovce
Obišovce é um município da Eslováquia, situado no distrito de Košice-okolie, na região de Košice. Tem 9,76 km² de área e sua população em 2018 foi estimada em 472 habitantes.

## Demografia
| Ano:        | 1994 | 2004   | 2014    | 2024   |
| ----------- | ---- | ------ | ------- | ------ |
| Broj ljudi: | 384  | 385    | 445     | 482    |
| Razlika:    |      | +0,26% | +15,58% | +8,31% |

| Ano:               | 2023 | 2024   |
| ------------------ | ---- | ------ |
| Número de pessoas: | 483  | 482    |
| Diferença:         |      | -0,20% |